# 朱見潾
朱 見潾（しゅ けんりん、正統13年4月5日（1448年5月7日）- 正徳12年8月22日（1517年9月7日））は、明の皇族。もとの名は朱見清ともいう。第6代皇帝・第8代皇帝である英宗の次男。第9代皇帝成化帝の弟。母は宸妃万氏。

## 生涯
景泰3年（1452年）、栄王に封じられたが、天順元年（1457年）に徳王に改封された。資質に優れ、仁孝に厚かったという。成化3年（1467年）、正式に封地の済南府歴城県に赴く際には民衆に負担をかけることを避けるため、かなりの速さで封地に急いだという。封地の居城はかなり狭くて古かったため、多くの家臣は広い城に移転するように進めたが、このときも民衆のことを気遣い、また文学に熱心だった彼は「城が狭くても、学門ができる場所があれば充分だ」と述べて受け入れなかったという。
正徳12年（1517年）、死去した。